# Ethyl acetat
Axetat etyl hay Ethyl acetate là một hợp chất hữu cơ với công thức CH3COOC2H5, viết tắt là C4H8O2. Đây là một chất lỏng không màu có mùi dễ chịu và đặc trưng, tương tự như các loại sơn móng tay hay nước tẩy sơn móng tay. Là một loại ester thu được từ ethanol và acetic acid, nó thường được viết tắt là EtOAc, và được sản xuất ở quy mô khá lớn để làm dung môi.

## Tính chất
Axetat etyl là một dung môi phân cực nhẹ, dễ bay hơi, tương đối không độc hại và không hút ẩm. Nó là chất nhận cũng như cho liên kết hiđrô yếu. Axetat etyl có thể hòa tan tới 3% nước và nó có độ hòa tan trong nước là ~8% ở nhiệt độ phòng. Khi nhiệt độ tăng cao thì độ hòa tan trong nước của nó được tăng lên. Nó có thể trộn lẫn với một số dung môi khác như êtanol, benzen, axeton hay dietyl ete. Nó không ổn định trong dung dịch có chứa axit hay base mạnh.

## Sử dụng và phổ biến
Axetat etyl được dùng rộng rãi làm dung môi cho các phản ứng hóa học cũng như để thực hiện công việc chiết các hóa chất khác. Tương tự, nó cũng được dùng trong sơn móng tay và thuốc tẩy sơn móng tay hay dùng để khử cafein của các hạt cà phê hay lá cần sa.
Axetat etyl cũng có mặt trong một số loại kẹo, hoa quả hay nước hoa do nó bay hơi rất nhanh và để lại mùi nước hoa trên da. Nó cũng tạo ra hương vị tương tự như của các loại quả đào, mâm xôi hay dứa. Đây là một đặc trưng của phần lớn các este.

### Trong rượu vang
Axetat etyl cũng có mặt trong thuốc lá. Nó được coi là một chất gây ô nhiễm khi ở nồng độ cao, khi các loại rượu vang để lâu trong không khí. Ở nồng độ cao trong rượu vang, nó được coi là chất tạo ra mùi vị lạ, là vị chua bất thường do bị thủy phân dần dần để trở thành axít axetic (xem dưới đây).

### Sử dụng khác
Axetat etyl là một chất độc có hiệu lực để sử dụng trong thu thập và nghiên cứu côn trùng. Trong các lọ chứa axetat etyl, hơi của nó sẽ giết chết côn trùng rất nhanh mà không làm hỏng hình dạng của chúng. Do không hút ẩm nên axetat etyl cũng giữ cho côn trùng đủ mềm để có thể thực hiện các công việc ép xác tiếp theo.

## Tổng hợp và thủy phân
Axetat etyl được tổng hợp thông qua phản ứng este hóa từ axít axetic và êtanol, thông thường với sự hiện diện của xúc tác là axít như axít sulfuric.
CH3CH2OH + CH3COOH → CH3COOCH2CH3 + H2O
Do phản ứng là thuận nghịch và tạo ra cân bằng động nên hiệu suất là khá thấp nếu như không loại bỏ nước được tạo ra từ phản ứng.
Quá trình thủy phân axetat etyl là quá trình ngược lại với phản ứng trên:
|                    | H+ |                      |
| Axetat etyl + Nước | →  | Axít axetic + Êtanol |
Ở đây, H+ là môi trường axit chỉ đóng vai trò như là chất xúc tác và nồng độ của nó không thay đổi trong suốt phản ứng. Ngoài ra, nước luôn có số dư thừa vì thế thực tế nồng độ của nó cũng gần như không thay đổi. Tốc độ phản ứng có thể được coi như là chỉ của axetat etyl.
Tốc độ phản ứng = k[Axetat etyl]
Mặc dù phản ứng này cũng là thuận nghịch, nhưng người ta có thể đạt được điều đó bằng cách dùng dư thừa axetat etyl để chuyển dịch phản ứng sang bên phải.